# En skola för alla
En skola för alla är ett begrepp som myntades i och med införandet av 1980 års läroplan, Lgr 80. Begreppet är en politisk vision som innebär att den obligatoriska skolan i Sverige skall vara en skola dit alla barn och ungdomar är välkomna och där utbildningen är anpassad efter individuella förutsättningar. I Norge har man sedan 1990-talet använda ordet inkludering i skolsammanhang, i Danmark har uttrycket en rymlig skola fått stå för samma ideologi och i Sverige används begreppet en skola för alla. Dessa tre uttryck anses ha en likvärdig betydelse, nämligen att det inte endast ska handla om integrering genom att ta emot alla elever, utan även inkludering, en skola som kan erbjuda alla elever en likvärdig utbildning på individens nivå. En skola för alla var en av de viktigaste utgångspunkterna i Carlbeck-kommitténs utredning om särskolan (2001-2004).
En skola för alla har i Sverige blivit ett politiskt–ideologiskt begrepp för att utveckla en skola som innebär en hög grad av delaktighet, inkludering och integrering. 
Diskussioner pågår fortfarande om huruvida intentionerna om en skola för alla har uppnåtts eller om det fortfarande finns ett glapp mellan ideologi och praktik.